# Диагонал
Диагонал е математическо, основно геометрично понятие. В геометрията диагоналът е линеен сегмент, свързващ два върха на многоъгълник или многостен, когато тези върхове не са на един и същи ръб. 
Неофициално всяка наклонена линия се нарича диагонал. Думата диагонал произлиза от старогръцката διαγώνιος /диагониос/  – „от ъгъл до ъгъл“ (от διά- /диа-/ – „през“, „напречно“ и γωνία /гониа/ – „ъгъл“, свързано с гони –  „коляно“); използвана е както от Страбон,  така и от Евклид  за обозначаване на линия, свързваща два върха на ромб или кубоид  и по-късно приета на латински като diagonus („наклонена линия“). Диагоналът в планиметрията е съединителна отсечка, свързваща два върха на изпъкнал многоъгълник, които не лежат на една страна. В стереометрията диагонал (или още телесен диагонал) се нарича отсечка между два върха на многостен, които не лежат на една и съща негова стена.

## Диагонали в равнината

### Многоъгълници
Приложен към многоъгълник, диагоналът е линеен сегмент, свързващ всеки два непоследователни върха. Следователно четириъгълникът има два диагонала, свързващи противоположни двойки върхове. За всеки изпъкнал многоъгълник всички диагонали са вътре в многоъгълника, но за повторно влизащите многоъгълници някои диагонали са извън многоъгълника.
Всеки n-странен многоъгълник (n ≥ 3), изпъкнал или вдлъбнат, има {\displaystyle {\dfrac {n(n-3)}{2}}} общи диагонали, тъй като всеки връх има диагонали към всички други върхове с изключение на себе си и двата съседни върха, или n − 3 диагонала, и всеки диагонал се споделя от два върха.
Като цяло правилният n-ъгълник има {\displaystyle \left\lfloor {\frac {n-2}{2}}\right\rfloor } различни диагонали по дължина, които следват модела 1,1,2,2,3,3... започвайки от квадрат.
| Страни | Диагонали |
| ------ | --------- |
| 3      | 0         |
| 4      | 2         |
| 5      | 5         |
| 6      | 9         |
| 7      | 14        |
| 8      | 20        |
| 9      | 27        |
| 10     | 35        |

| Страни | Диагонали |
| ------ | --------- |
| 11     | 44        |
| 12     | 54        |
| 13     | 65        |
| 14     | 77        |
| 15     | 90        |
| 16     | 104       |
| 17     | 119       |
| 18     | 135       |

| Страни | Диагонали |
| ------ | --------- |
| 19     | 152       |
| 20     | 170       |
| 21     | 189       |
| 22     | 209       |
| 23     | 230       |
| 24     | 252       |
| 25     | 275       |
| 26     | 299       |

| Страни | Диагонали |
| ------ | --------- |
| 27     | 324       |
| 28     | 350       |
| 29     | 377       |
| 30     | 405       |
| 31     | 434       |
| 32     | 464       |
| 33     | 495       |
| 34     | 527       |

| Страни | Диагонали |
| ------ | --------- |
| 35     | 560       |
| 36     | 594       |
| 37     | 629       |
| 38     | 665       |
| 39     | 702       |
| 40     | 740       |
| 41     | 779       |
| 42     | 819       |

### Теореми от планиметрията, свързани с диагонали
- Четириъгълник, чиито диагонали взаимно се разполовяват, е успоредник.
- Успоредник с равни диагонали е правоъгълник.
- Успоредник, чиито диагонали са взаимно перпендикулярни, е ромб.
- В ромба диагоналите са ъглополовящи на ъглите му.
- Лицето на ромб е равно на полупроизведението от двата му диагонала.
- Ромб с равни диагонали е квадрат.
- Лицето на квадрат е равно на половината от квадрата на диагонала му.

Първа теорема на Птоломей
Произведението от диагоналите на всеки вписан четириъгълник е равно на сбора от произведенията на срещуположните страни: {\displaystyle d_{1}.d_{2}=ac+bd}.
Втора теорема на Птоломей
Диагоналите във всеки вписан четириъгълник се отнасят помежду си така, както сборовете от произведенията на страните, пресичащи се в краищата на съответния диагонал: {\displaystyle \textstyle {{\frac {d_{1}}{d_{2}}}={\frac {ab+cd}{ac+bd}}}}
Теорема на Щайнер
В трапец, пресечната точка на диагоналите, средите на основите и пресечната точка на бедрата лежат на една права.

## Диагонали в алгебрата
В алгебрата, и по-специално когато се говори за матрици и детерминанти, се използва понятието главен диагонал, с който се обозначава множеството от елементите ѝ с равни индекси. Единичната матрица е матрица с единици по главния диагонал и нули навсякъде другаде.